# John Anthony Brooks
John Anthony Brooks Jr. (Berlino, 28 gennaio 1993) è un calciatore statunitense con cittadinanza tedesca, difensore dell'Hertha Berlino.

## Carriera

### Club

#### Hertha BSC
Brooks è cresciuto nelle file del club della sua città natale, il Hertha BSC. Ha raggiunto la squadra riserve dell'Hertha a metà della stagione 2010-11, sebbene avesse ancora un anno e mezzo di idoneità rimanente per la squadra U-19. Dopo la stagione, Brooks ha firmato un contratto professionale quadriennale con l'Hertha, rifiutando l'interesse dal Bayern Monaco. Brooks ha trascorso quasi tutta la stagione 2011-12 con l'Hertha II, facendo una breve parentesi nella squadra U-19. Brooks ha continuato a crescere durante questo periodo, raggiungendo i 6'4" (193 cm) di altezza.
Nel 2012, l'Hertha è retrocessa dalla Bundesliga. Dopo la partenza di alcuni giocatori e la sua forma nella preparazione estiva, Brooks ha fatto il suo debutto da professionista come titolare nell'apertura della 2. Bundesliga dell'Hertha il 3 agosto 2012, un pareggio 2-2 contro lo SC Paderborn 07 all'Olympiastadion. Ha giocato 29 partite nella stagione mentre la squadra ha vinto il titolo di lega e la promozione, segnando una volta nell'ultima partita della stagione il 19 maggio 2013, un pareggio 1-1 in casa contro l'Energie Cottbus.
Brooks ha segnato nel suo debutto in Bundesliga l'11 agosto 2013, nella vittoria per 6-1 dell'Hertha BSC contro l'Eintracht Francoforte. Le sue apparizioni durante la stagione sono state limitate da infortuni e scarsa forma, e ha perso anche tempo nell'aprile 2014 per riprendersi dall'applicazione di un grande tatuaggio sulla schiena, decisione che non ha fatto piacere al tecnico Jos Luhukay.
Il 17 dicembre 2014, Brooks ha aperto le marcature per l'Hertha in un pareggio per 4-4 contro l'Eintracht Francoforte, in cui Berlino ha sprecato un vantaggio di due gol nell'ultimo minuto. Durante la stagione 2014-15 Bundesliga, Brooks ha vinto il 68% dei suoi duelli diretti in un totale di 27 presenze in campionato per il club, classificandosi al terzo posto tra i giocatori della Bundesliga che hanno effettuato almeno 17 apparizioni. Brooks ha anche avuto un'accuratezza nei passaggi del 75% mentre si è piazzato tra i primi 12 nella Bundesliga per le sgommate per partita.
Nella stagione 2015-16, Brooks ha disputato quattro partite nella corsa dell'Hertha alle semifinali della DFB-Pokal. Il 15 dicembre, ha segnato il secondo gol nella vittoria per 2-0 in trasferta contro l'1. FC Norimberga negli ottavi di finale del torneo.

#### VfL Wolfsburg
Il 31 maggio 2017, Brooks ha firmato con il compagno di squadra in Bundesliga, il VfL Wolfsburg. La quota di trasferimento segnalata di €20 milioni è stata un record per un calciatore statunitense all'epoca, successivamente superato dal trasferimento di €64 milioni di Christian Pulisic al Chelsea nel 2019. Ha debuttato il 13 agosto nel primo turno della DFB-Pokal in trasferta contro il Eintracht Norderstedt, ma ha subito una lacerazione del tendine della coscia ed è stato sostituito nel primo tempo della vittoria per 1-0, rimanendo fuori gioco per i successivi tre mesi. Il 28 ottobre è tornato in squadra per iniziare nel suo debutto in campionato per il club, un pareggio 1-1 contro lo Schalke 04. Colpito dagli infortuni per tutta la sua prima stagione alla Volkswagen Arena, Brooks ha totalizzato solo dieci apparizioni prima di giocare i pieni 180 minuti nella vittoria per 4-1 nei playoff contro l'Holstein Kiel che ha garantito alla sua squadra la permanenza in Bundesliga per la stagione successiva.
Il 2 marzo 2022 è stato confermato che Brooks avrebbe lasciato il Wolfsburg al termine della stagione.

#### Benfica
Il 1º settembre 2022, Brooks ha firmato un contratto di un anno con il club della Primeira Liga Benfica, a titolo gratuito. Ha debuttato in Primeira Liga il 18 settembre, sostituendo António Silva all'89º minuto nella vittoria per 5-0 in casa contro il Marítimo.

#### 1899 Hoffenheim
Il 26 gennaio 2023, Brooks è tornato in Bundesliga, firmando un contratto di due anni con il 1899 Hoffenheim, per una cifra segnalata di €500,000.

### Nazionale
Brooks esordisce con la nazionale statunitense il 14 agosto 2013 in un'amichevole giocata contro la nazionale bosniaca.
Partecipa ai Mondiali 2014 in Brasile, segnando una rete nella gara d'esordio contro il Ghana.
Viene convocato per la Copa América Centenario che ha avuto luogo negli Stati Uniti nel 2016.

## Palmarès

### Club

#### Competizioni nazionali
- Campionato tedesco di seconda divisione: 1

Hertha Berlino: 2012-2013

### Nazionale
- CONCACAF Nations League: 1

Stati Uniti: 2019-2020

### Individuale
- Squadra maschile CONCACAF del decennio 2011-2020 IFFHS: 1

2020